# Dalmazibrücke

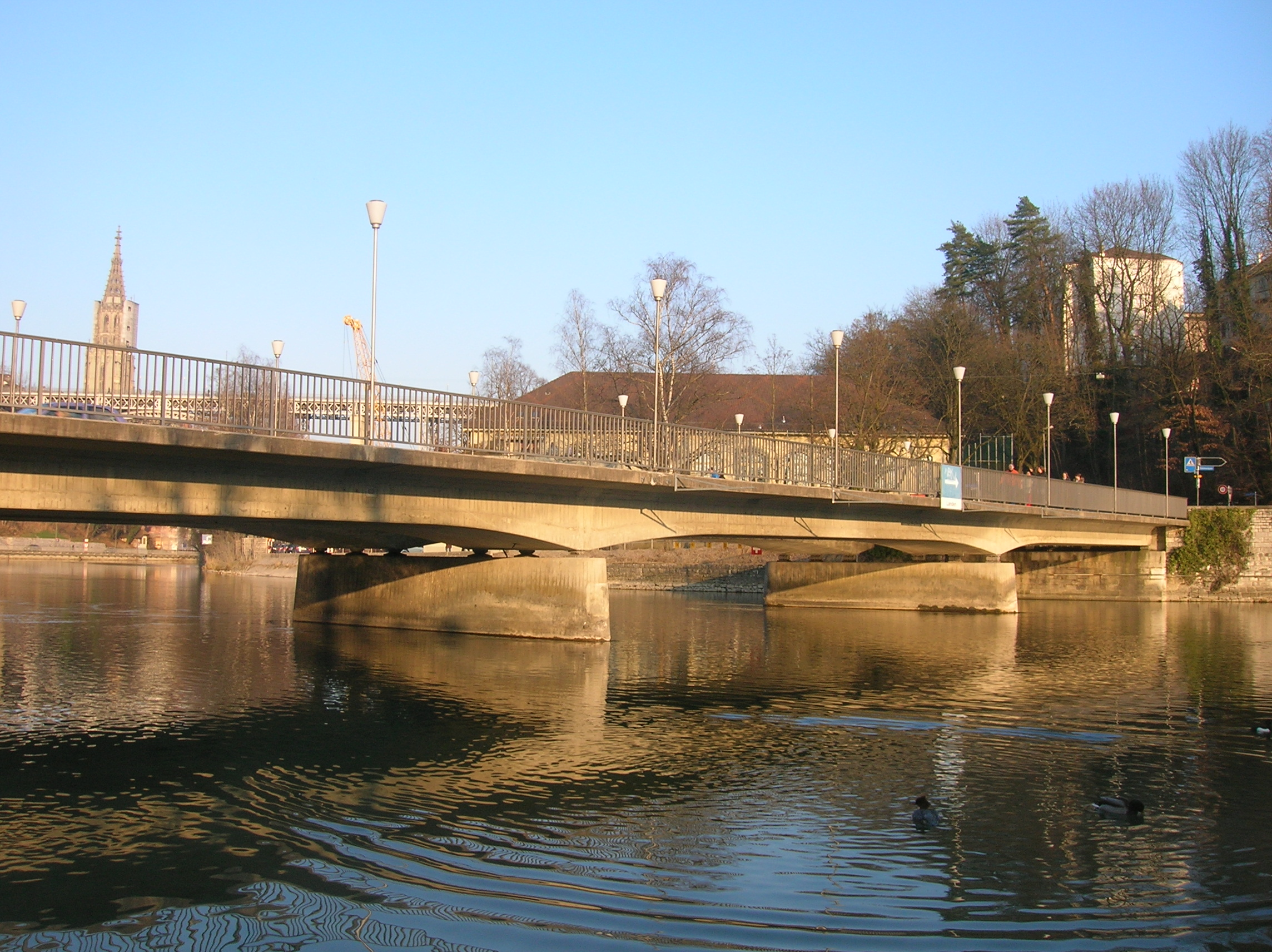
Dalmazibrücke

Die Dalmazibrücke ist eine kleine Brücke über der Aare in der Stadt Bern. Sie verbindet das Kirchenfeld mit dem Marziliquartier.
Die 1871 bis 1872 unter finanzieller Beteiligung der Grundeigentümer im Marzili und der Burgergemeinde Bern errichtete Eisenbrücke wurde 1958 durch eine Betonbrücke ersetzt.